# دفترداری
دفترداری ثبت رویدادهای مالی و بخشی از فرایند حسابداری در تجارت است. رویدادهای مالی شامل خرید، فروش، رسید و پرداخت‌های اشخاص حقیقی و اشخاص حقوقی است. چندین روش استاندارد دفترداری وجود دارد، از جمله سیستم‌های دفترداری یکطرفه و دو طرفه. در حالی که ممکن است این موارد به عنوان حسابداری «واقعی» تلقی شود، هر فرایند برای ثبت رویدادهای مالی یک فرایند حسابداری است.
دفترداری کار یک حسابدار (یا دفتردار) است که رویدادهای روزانه مالی یک تجارت را ثبت می‌کند. آنها معمولاً دفاتر روزانه را (که شامل سوابق فروش، خرید، دریافت و پرداخت) است، می‌نویسند و هر معامله مالی، اعم از نقدی یا اعتباری، را در دفتر روزنامه ثبت می‌کنند و به حساب‌های مربوط در دفتر کل انتقال می‌دهند. دفتر کل مجموعه ای از حساب‌های نقدی، فروشندگان، مشتریان و سایر حسابها می‌باشد. پس از آن، یک حسابدار می‌تواند گزارش‌های مالی را از اطلاعات ثبت شده توسط دفتردار ایجاد کند.
دفترداری عمدتاً به جنبه‌های ثبت سوابق حسابداری مالی اشاره دارد و شامل تهیه اسناد و مدارک برای کلیه رویدادها، عملیات و سایر رویدادهای یک تجارت است. دفتردار حساب‌های دفتری را به مرحله تراز آزمایشی می‌رساند، حسابدار بر اساس تراز آزمایشی و دفاتر اقدام به تهیه صورت سود وزیان و ترازنامه و گزارش‌های مالی می‌نماید.

## تاریخچه
ریشه دفترداری هنوز در هاله ای از ابهام است، اما تحقیقات اخیر نشان می‌دهد که روش‌های دفترداری از اوایل تاریخ زندگی شهرنشینی بشر در شهرها وجود داشته‌است. سوابق بابلی که با فلز روی تخته‌های سفالی نوشته شده‌است مربوط به ۲۶۰۰ قبل از میلاد مسیح است. در دوران استعماری آمریکا نوعی دفاتر چرکنویس وجود داشته که جهت مستندسازی رویدادهای روزانه رسیدها و مخارج مورد استفاده قرار گرفته‌است. ثبت‌های انجام شده دارای ترتیب زمانی و فقط برای استفاده موقت انجام شده‌اند. رویدادها به صورت روزانه ثبت و جهت متعادل سازی حساب‌ها و ایجاد یک دفتر دائمی به یک دفتر روزانه یا دفتر کل انتقال می‌یافتند. پس از انتقال به دفاتر دایمی دفاتر چرکنویس را دور می‌انداختند، از این رو به چرکنویس مشهور بودند.

## فرایند دفترداری
فرایند دفترداری در ابتدا عبارت است از ثبت اثرات ناشی از رویدادهای مالی. تأخیر زمانی ناشی از ثبت یک رویداد مالی و انتقال آن به حساب‌های مربوط، مهمترین تفاوت بین یک سیستم دفترداری سنتی و یک سیستم حسابداری الکترونیکی است. این تأخیر که در سیستم‌های حسابداری الکترونیکی به دلیل ارسال تقریباً لحظه ای به حساب‌های مربوط وجود ندارد، مشخصه سیستم‌های دفترداری دستی یا سنتی است، که منجر به ایجاد دفاتر کل حساب ها (حساب کل نقدی، حساب کل خرید، حساب کل فروش و غیره) برای مستندسازی سریع می‌شود. در روال عادی تجارت به ازای هر رویداد که اثر مالی داشته باشد، یک سند یا مدرک ساخته می‌شود. به عنوان نمونه فروش و خرید معمولاً دارای فاکتور یا رسید است، هنگام واریز وجه به حساب بانکی، فیش واریزی صادر می‌گردد و همچنین از چک به عنوان یک وسیله پرداخت از طریق حساب‌های بانکی استفاده می‌شود. دفترداری در ابتدا شامل ثبت جزئیات همه این اسناد در دفاتر روزنامه چند ستونی است که درواقع هر یک از ستون‌های این دفتر را یک حساب کل تشکیل می‌دهد. به عنوان مثال، کلیه فروش‌های نسیه در دفتر کل فروش ثبت می‌شود. کلیه پرداخت‌های نقدی در دفترکل پرداخت نقدی ثبت می‌شود. هر ستون در یک دفتر به‌طور معمول با یک حساب کل مطابقت دارد. در سیستم دفترداری یکطرفه، هر رویداد فقط یک بار ثبت می‌شود. بیشتر افرادی که هر ماه دفترچه چک حساب بانکی خود را کنترل و موازنه می‌کنند، از چنین سیستمی استفاده می‌کنند و بیشتر نرم‌افزارهای مالی شخصی از این رویکرد پیروی می‌کنند.
پس از یک دوره معین، به‌طور معمول یک ماه، هر ستون در هر حساب کل جمع می‌شود تا خلاصه ای برای آن دوره ارائه دهد. در صورت استفاده از سیستم دفترداری دو طرفه، در ابتدا رویدادهای مالی روزانه و بترتیب وقوع در دفتر روزنامه ثبت و سپس به حساب‌های کل مربوط در دفتر کل انتقال می‌یابند. به عنوان مثال، در مقابل کلیه مبالغ ثبت شده در حساب کل فروش، عیناً در بدهکار حساب کل مشتریان نیز ثبت متقابل انجام گردیده‌است و نشانگر آن است که چه مبلغی از بابت انجام فروش‌های نسیه از مشتریان طلب داریم. همچنین جمع حساب کل فروش نشانگر مجموع درآمد ما در طی دوره مالی است. به این فرایند انتقال ثبت‌های انجام شده از دفتر روزنامه به دفتر کل گفته می‌شود. پس از اتمام مراحل انتقال، جمع ستون‌های بدهکار و بستانکار حسابها انجام و به اصطلاح مانده‌گیری از حساب‌های کل انجام می‌گردد. این روش مانده‌گیری حسابها با استفاده از قالب T تحت تعادل قرار می‌گیرند و این فقط یک فرایند برای رسیدن به مانده حساب است.
جهت حصول اطمینان از اینکه روند انتقال به درستی انجام شده‌است، یک سند کاری به نام تراز آزمایشی تهیه می‌شود. تراز آزمایشی در ساده‌ترین شکل، یک لیست سه ستونی است. ستون یک نام آن دسته از حسابها را در دفترکل دارد که مانده غیر صفر دارند. اگر یک حساب دارای مانده بدهکار باشد، مبلغ مانده در ستون دوم (ستون بدهکار) ثبت می‌شود. اگر یک حساب دارای مانده بستانکار باشد، مبلغ در ستون سوم (ستون بستانکار) ثبت می‌شود. سپس ستون بدهکار جمع می‌شود و در ادامه ستون بستانکار جمع می‌شود. جمع دو مبلغ ستونهای بدهکار و بستانکار باید موازنه باشند. این موضوع اتفاقی نیست، زیرا طبق روش نگهداری دفترداری دوطرفه، هر زمان که مبالغ حساب‌های با مانده بدهکار انتقال می‌یابند در مقابل مبالغ حساب‌های با مانده بستانکار نیز منتقل می‌شوند. اگر این دو مبلغ با هم موازنه نباشند، خطایی در ثبت حساب‌های کل یا در حین انتقال صورت گرفته‌است. در صورت وجود هر گونه اشتباه می‌بایستی مجدداً نسبت به کنترل مراحل انتقال انجام شده اقدام و پس از کشف خطای صورت گرفته اصلاح لازم انجام شود و کل ستون بدهکار و ستون بستانکار مجدداً محاسبه شود تا قبل از هرگونه پردازش بیشتر، موازنه حسابها انجام پذیرد.
پس از تراز حساب‌ها، حسابدار تعدیل را انجام می‌دهد و مبلغ مانده برخی از حساب‌ها را تغییر می‌دهد. این تعدیل حسابها باید همچنان از روش نگهداری دفاتر دوطرفه پیروی کند، به عنوان مثال، حساب موجودی کالا و حساب دارایی ممکن است تغییر یابد تا آنها را با مانده واقعی شمارش شده در طول موجودی برداری عینی یا انبارگردانی مطابقت دهد. در عین حال، حساب هزینه مربوط به استفاده از موجودی کالا ثبت و متقابل آن به همان میزان از موجودی کالا معادل همان مبلغ مورد تعدیل قرار می‌گیرد. تعدیل دیگری مانند انتقال هزینه استهلاک داراییها و پیش پرداخت‌های منقضی شده نیز در این زمان انجام می‌شود. نتیجه این تعدیلات منجر به ایجاد لیستی به نام ترازنامه آزمایشی تعدیل شده می‌شود. از حساب‌های موجود در این لیست یعنی تراز آزمایشی تعدیل شده، و مانده‌های بدهکار یا بستانکار موجود در آن برای تهیه صورت‌های مالی استفاده می‌شود.
سرانجام صورتهای مالی از تراز آزمایشی استخراج می‌گردد که شامل موارد زیر است:
صورتحساب درآمد، همچنین با عنوان صورتحساب نتایج مالی، حساب سود و زیان معروف است.
ترازنامه، همچنین به عنوان صورت وضعیت مالی شناخته می‌شود.
صورت جریان نقدی.
صورت حساب تغییرات در حقوق صاحبان سهام نیز به عنوان پیوست حساب سود وزیان انباشته شناخته شده‌است.
روشهای ثبت

## روش‌های ثبت دفترداری
روش دفترداری یکطرفه:
ریشه اصلی دفترداری به روش دفترداری یکطرفه، دفتر نقدی است که چیزی شبیه ثبت یک دفترچه چک (که در بریتانیا آن را دفتر چک یا حسابجاری می‌نامند) است، با اختلاف اینکه تمام ثبت‌ها در بین چندین دسته از حساب‌های درآمد و هزینه اختصاص می‌یابد. در این روش سوابق جداگانه ای برای حساب‌های وجوه نقدی، حساب‌های پرداختنی و دریافتنی و سایر رویدادهای مالی مرتبط مانند موجودی کالا و هزینه‌های سفر نگهداری می‌شود. امروزه توصیه می‌شود که برای صرفه جویی در وقت و جلوگیری از اشتباهات محاسبات دستی در دفترداری یکطرفه، عملیات دفترداری را با استفاده از نرم‌افزارهای دفترداری انجام دهید.
روش دفترداری دوطرفه:
یک روش دفترداری دوطرفه، مجموعه ای از روشها برای ثبت اطلاعات مالی در یک سیستم حسابداری مالی است که در آن آثار ناشی از هر معامله یا رویدادی حداقل باعث ایجاد تغییر در دو حساب کل می‌گردد.

## دفتر روزنامه
دفتر روزنامه، نشان دهنده شرح حال و زمان وقوع رویدادهای مالی روزانه می‌باشد. همچنین بعنوان دفتر ثبت اصلی نیز نامیده می‌شود. جزئیات دفتر روزنامه باید بصورت رسمی و با اطلاعات کامل ثبت تا امکان انتقال به دفاتر کل فراهم شود. به‌طور کلی دفاتر روزنامه به دفتر روزنامه اختصاصی و دفتر روزنامه عمومی نامگذاری شده‌است.
دفاتر روزنامه اختصاصی شامل موارد زیر است:
دفتر روزنامه فروش، برای ثبت فاکتورهای فروش.
دفتر روزنامه فروش نسیه، برای ثبت جزئیات اطلاعات فروش‌های نسیه.
دفتر روزنامه خرید، برای ثبت فاکتورهای خرید.
دفتر روزنامه خرید نسیه، برای ثبت اطلاعات خریدهای نسیه.
دفتر روزنامه نقدی، که معمولاً به عنوان دفتر نقدی شناخته می‌شود، برای ثبت تمام پولهای دریافتی و کلیه پولهای پرداخت شده‌است و ممکن است به دو دفتر روزنامه تقسیم شود: دفتر روزنامه دریافتها که هر مبلغ دریافتی را ثبت می‌کند، و دفتر روزنامه پرداختها که هر مبلغ پرداختی را ثبت می‌کند.
دفتر روزنامه عمومی، برای ثبت رویدادهای مالی بصورت عمومی.

## دفتر تنخواه گردان
دفتر تنخواه گردان جهت ثبت و نگهداری سابقه ای از خریدهای نقدی جزئی و قبل از انتقال آنها به دفاتر اصلی استفاده می‌گردد و توسط یک مسئول صندوق یا کمک صندوقدار نگهداری می‌شود. نگهداری این نوع از دفترهای نقدی معمولاً از روش علی‌الحساب یا مساعده استفاده می‌شود و طی آن مبلغ مشخصی توسط صندوقدار ارشد در اختیار مسئول تنخواه گردان قرار می‌گیرد. این وجه نقد برای مخارج جزئی از جمله پذیرایی و مهمان نوازی، خرید لوازم التحریر جزئی، هزینه‌های پستی موردی و غیره تأمین می‌شود و به صورت دوره ای، صورت هزینه‌های تنخواه گردان به صندوق دار ارشد ارائه و مبلغ تنخواه تسویه می‌گردد. همچنین مانده حساب تنخواه گردان در زمره دارایی‌های جاری طبقه‌بندی می‌گردد.